# Emirates Stadium
Het Emirates Stadium, soms ook kortweg Emirates, of Arsenal Stadium, is sinds 2006 het stadion van voetbalclub Arsenal FC. Het stadion ligt aan de Ashburton Grove, een straat in de wijk Islington in Noord-Londen.
Het stadion zou in eerste instantie Ashburton Grove gaan heten, maar sinds de luchtvaartmaatschappij Emirates het stadion ging sponsoren werd de uiteindelijke naam Emirates Stadium. Sommige fans blijven het stadion Ashburton Grove noemen. Vanaf de start van het seizoen 2006/2007 speelt Arsenal hier haar thuiswedstrijden. Het stadion biedt zitplaatsen aan 60.338 toeschouwers, waarmee het stadion het op vier na grootste is in Engeland. Alleen Wembley, Twickenham Stadium, Tottenham Hotspur Stadium in Londen, Old Trafford hebben een grotere capaciteit. Het stadion zal de naam Emirates Stadium voor minimaal 15 jaar dragen. Dit is vastgesteld in het sponsorcontract met de luchtvaartmaatschappij. De £100 miljoen die Arsenal hiervoor ontvangt heeft niet alleen betrekking op de 15-jarige sponsoring van het stadion, maar Emirates zal ook minimaal acht jaar lang de shirtsponsor van Arsenal zijn. Voordat Arsenal in naar Emirates Stadium ging, speelde ze haar wedstrijden in het Arsenal Stadium te Highbury.
Het stadion werd op 22 juli 2006 geopend met een wedstrijd tussen Arsenal en AFC Ajax, tevens de afscheidswedstrijd van Dennis Bergkamp. Hierbij werd één helft gespeeld met de A-selectie van beide teams. Het eerste doelpunt werd gemaakt door Klaas-Jan Huntelaar. De tweede helft werd gespeeld door twee elftallen van oud-spelers van Arsenal en Ajax. De eerste wedstrijd eindigde in 2-1. West Ham United won als eerste uitspelende club in het Emirates Stadium.

## Ander gebruik
| Zomer | Artiest                      |
| ----- | ---------------------------- |
| 2008  | Bruce Springsteen            |
| 2009  | Capital FM's Summertime Ball |
| 2012  | Coldplay                     |
| 2013  | Muse, Green Day              |

### Concerten
Buiten het voetbal vinden er ook concerten en conferenties plaats in het stadion. Op 27 maart 2008 was er in het Emirates-stadion een topconferentie tussen de Britse minister Gordon Brown en de Franse president Nicolas Sarkozy, omdat de bouw van het stadion werd gezien als een goed voorbeeld van Engels-Franse samenwerking.
Wanneer het stadion wordt gebruikt als concertgelegenheid, is er ruimte voor 72.000 mensen. Op 30 mei 2008 waren Bruce Springsteen en zijn E Street Band de eersten die een optreden gaven in het Emirates-stadion. Een dag later gaven zij een tweede show. De Britse band Coldplay speelde in juni 2012 drie keer in het stadion, waarbij de eerste twee concerten binnen dertig minuten waren uitverkocht. Zij waren hiermee de eerste band die het stadion uit wisten te verkopen, muzikaal gezien.

### Internationale wedstrijden
In het stadion zijn verscheidene internationale wedstrijden gespeeld. Deze waren alle vriendschappelijk en één land was altijd Brazilië. Op 3 september 2006 was de eerste wedstrijd Brazilië - Argentinië, met 3-0 als eindstand.
| 3 september 2006 | Brazilië | 3–0 | Argentinië |
| 5 februari 2007  | Brazilië | 0–2 | Portugal   |
| 26 maart 2008    | Brazilië | 1–0 | Zweden     |
| 9 februari 2009  | Brazilië | 2–0 | Italië     |
| 2 maart 2010     | Brazilië | 2–0 | Ierland    |
| 27 maart 2011    | Brazilië | 2–0 | Schotland  |
| 29 maart 2015    | Brazilië | 1–0 | Chili      |
| 16 november 2018 | Brazilië | 1–0 | Uruguay    |

American Express Community Stadium  (Brighton & Hove Albion)  ·
Anfield  (Liverpool)  ·
Brentford Community Stadium  (Brentford)  ·
City Ground  (Nottingham Forest)  ·
Craven Cottage  (Fulham)  ·
Dean Court  (Bournemouth)  ·
Emirates Stadium  (Arsenal)  ·
Etihad Stadium  (Manchester City)  ·
Goodison Park  (Everton)  ·
King Power Stadium  (Leicester City)  ·
Molineux Stadium  (Wolverhampton Wanderers)  ·
Old Trafford  (Manchester United)  ·
Olympisch Stadion  (West Ham United)  ·
Portman Road  (Ipswich Town)  ·
St. James' Park  (Newcastle United)  ·
St. Mary's Stadium  (Southampton)  ·
Selhurst Park  (Crystal Palace)  ·
Stamford Bridge  (Chelsea)  ·
Tottenham Hotspur Stadium  (Tottenham Hotspur)  ·
Villa Park  (Aston Villa) 
Ashton Gate  (Bristol City)  ·
bet365 Stadium  (Stoke city)  ·
Bramall Lane  (Sheffield United)  ·
Cardiff City Stadium  (Cardiff City)  ·
Carrow Road  (Norwich City)  ·
Coventry Building Society Arena  (Coventry City)  ·
Deepdale  (Preston North End)  ·
The Den  (Millwall)  ·
Elland Road  (Leeds United)  ·
Ewood Park  (Blackburn Rovers)  ·
Fratton Park  (Portsmouth)  ·
The Hawthorns  (West Bromwich Albion)  ·
Hillsborough  (Sheffield Wednesday)  ·
Home Park  (Plymouth Argyle)  ·
Kassam Stadium  (Oxford United)  ·
Kenilworth Road  (Luton Town)  ·
Loftus Road  (Queens Park Rangers)  ·
MKM Stadium  (Hull City)  ·
Pride Park  (Derby County)  ·
Riverside Stadium  (	Middlesbrough)  ·
Stadium of Light  (Sunderland)  ·
Swansea.com Stadium  (Swansea City)  ·
Turf Moor  (Burnley)  ·
Vicarage Road  (Watford) 
Abbey Stadium  (Cambridge United)  ·
Adams Park  (Wycombe Wanderers)  ·
Bloomfield Road  (Blackpool)  ·
Brisbane Road  (Leyton Orient)  ·
Broadfield Stadium  (Crawley Town)  ·
Broadhall Way  (Stevenage)  ·
DW Stadium  (Wigan Athletic)  ·
Edgeley Park  (Stockport County)  ·
Field Mill  (Mansfield Town)  ·
John Smith's Stadium  (Huddersfield Town)  ·
London Road  (Peterborough United)  ·
Madejski Stadium  (Reading)  ·
Memorial Stadium  (Bristol Rovers)  ·
New Meadow  (Shrewsbury Town)  ·
New York Stadium  (Rotherham United)  ·
Oakwell Stadium  (Barnsley)  ·
Pirelli Stadium  (Burton Albion)  ·
Racecourse Ground  (Wrexham)  ·
Sincil Bank  (Lincoln City)  ·
Sixfields Stadium  (Northampton Town)  ·
St. Andrew's Stadium  (Birmingham City)  ·
St James Park  (Exeter City)  ·
The Valley  (Charlton Athletic)  ·
University of Bolton Stadium  (Bolton Wanderers) 
Bescot Stadium  (Walsall)  ·
Blundell Park  (Grimsby Town)  ·
Brunton Park  (Carlisle United)  ·
Colchester Community Stadium  (Colchester United)  ·
County Ground  (Swindon Town)  ·
Crown Ground  (Accrington Stanley)  ·
Globe Arena  (Morecambe)  ·
Gresty Road  (Crewe Alexandra)  ·
Hayes Lane  (Bromley)  ·
Highbury Stadium  (Fleetwood Town)  ·
Holker Street  (Barrow)  ·
Keepmoat Stadium  (Doncaster Rovers)  ·
Meadow Lane  (Notts County)  ·
Moor Lane  (Salford City)  ·
Plough Lane  (Wimbledon)  ·
Prenton Park  (Tranmere Rovers)  ·
Priestfield Stadium  (Gillingham)  ·
Rodney Parade  (Newport County)  ·
SMH Group Stadium  (Chesterfield)  ·
Stadium MK  (MK Dons)  ·
Vale Park  (Port Vale)  ·
Valley Parade  (Bradford City)  ·
Wetherby Road  (Harrogate Town)  ·
Whaddon Road  (Cheltenham Town) 